# Министерство обороны Таиланда
Министерство обороны Королевства Таиланд (тайск. กระทรวงกลาโหม) ― орган государственной власти Королевства Таиланд. Министерство осуществляет управление Вооружёнными силами Таиланда для обеспечения национальной безопасности, территориальной целостности  и обороны страны. Вооружённые силы Таиланда состоят из трёх ветвей: Сухопутные войска Таиланда, Военно-морские силы Таиланда и Королевские военно-воздушные силы Таиланда. 
Хотя король Таиланда является верховным главнокомандующим вооружённых сил Таиланда (тайск. จอมทัพไทย), его положение считается лишь номинальным. Министерство обороны и Вооружённые силы находятся под контролем министра обороны, который одновременно является членом Кабинета министров Таиланда. Пост министра обороны с 2014 года занимает генерал Правит Вонгсуван, который одновременно также является вице-премьер-министром страны.

## История
Изначально Министерство обороны имело название «Самуха Калахом» (тайск. สมุหกลาโหม) или «Департамент Калахом», задачей которого была охрана южных границ государства. Департамент был основан в конце периода Аютия и продолжал работу на протяжении всего периода Раттанакосин. Министерство в своём нынешнем виде было сформировано в 1887 году по указу короля Чулалонгкорна, который поставил перед собой задачу учреждения постоянного военного командования ввиду возрастающей угрозы со стороны западных держав. Министерство изначально размещалось в старом здании конюшни и слоновника напротив Большого дворца в Бангкоке. Позднее для нужд министерства было возведено новое здание в европейском стиле. Сначала министерство осуществляло командование только сухопутными войсками (основанными в 1847 году), но затем под его руководство перешли силы военно-морского флота (основанного в 1887 году), и, наконец, также военно-воздушные силы (основанные в 1913 году). 
В 1914 году король Вачиравуд издал постановление о том, что закон о военном положении, впервые принятый его отцом в 1907 году, не соответствует современным обычаям и правилам войны и не служит целям сохранения внешней и внутренней безопасности государства. Поэтому был принят новый закон о военном положении, который действует и поныне с незначительными изменениями.
В 2016 году министр обороны Таиланда Правит Вонгсуван прибыл с рабочим визитом в Москву, где провёл встречу премьер-министром России Дмитрием Медведевым и рядом других крупных представителей власти, а также высказал большую заинтересованность в развитии партнёрства двух стран и проявил особенный интерес к российским военным технологиям.